# ブッシメン!
『ブッシメン! THE IMAGE MAKER（ブッシメン! ジ・イメージ・メーカー）』は、小野洋一郎による日本の漫画作品。講談社の『イブニング』にて2010年23号より2012年15号まで連載。

## あらすじ
青年・奈良崎玄造は、亡き父を目標に仏師を目指し日々奮闘していた。玄造のまだ幼い頃、父・玄馬は工房の火災から息子をかばって死んだのだ。ある日玄造は、幼馴染のオタク娘・サクラに仏像フィギュアを見せられる。「仏作って魂入れず」と馬鹿にする玄造だが、サクラに強く誘われフィギュアのイベント「ワンダーフェスティバル」に足を運ぶ。その会場で、父の仏像に対する思いとアニメフィギュアの接点を知り衝撃を覚える玄造。フィギュア作成に興味を持ち始めた玄造の前に、フィギュア会社の社員・三蔵法子が現れる。

## 登場人物
奈良崎 玄造（ならさき げんぞう）
仏師見習いの青年。藤本仏所所属。幼なじみのサクラをはじめ、三蔵や藤本に振り回される毎日を送る。
浅倉 サクラ（あさくら サクラ）
玄造の幼馴染。フィギュアやアニメを愛し、イベントにコスプレで参加し、自らが女性向け同人誌を執筆し即売会を開くこともある。
古都の元に押し掛け友人になってからは、積極的に彼女や玄造の仕事ぶりをインターネット上に公開したりする。
三蔵 法子（みくら のりこ）
フィギュア会社「クラウンクラフトセンター」社員。超がつくほどの仏像オタク。
アニメ「末法警察（まっぽうマッポ）ゼン」のフィギュアシリーズを企画しては、その企画に玄造を巻き込もうとする。
若生（わこう）
「クラウンクラフトセンター」の原型師。
藤本 郭玄（ふじもと かくげん）
玄造の叔父であり師匠。玄造が作者を知らずに彼の作った仏像に惚れ込んだほど腕は確かだが、かなりアバウトな人物。
古都 偲（こみや しのぶ）
桂淋仏所の仏師見習い。「美人すぎる仏師」のふたつ名で、ネットアイドルとしての顔も持つ。ただし本人はネット上の人格は仏師を身近に見せるために作っているものだと割り切っている。

## 単行本
- 小野洋一郎『ブッシメン! THE IMAGE MAKER』 講談社〈イブニングKC〉、全4巻
  1. 2011年05月23日発行 ISBN 978-4-06-352361-4
  2. 2011年09月23日発行 ISBN 978-4-06-352380-5
  3. 2012年03月23日発行 ISBN 978-4-06-352404-8
  4. 2012年08月23日発行 ISBN 978-4-06-352430-7